# Петер Артеді
Петер Артеді (швед. Peter Artedi), Петрус Артеді (лат. Petrus Artedi), Петрус Арктедіус (лат. Petrus Arctaedius) (1705-1735) — шведський натураліст, «батько іхтіології»; друг і співучень Карла Ліннея.

## Життєпис

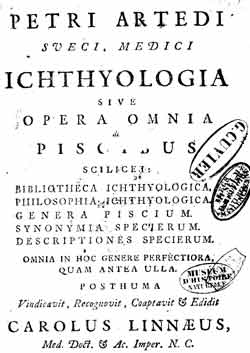
Обкладинка першого видання книги Петера Артеди Ichtyologia (1738)

Народився 27 лютого (10 березня за новим стилем) у 1705 році в парафії Анундшьо в Онгерманланді (лен Вестерноррланд, Швеція). Спочатку він носив ім'я Пер Арктедіус (Per Arctædius), однак пізніше він кілька разів його змінював. Батьками Пера були вікарій Улаф Арктедіус (швед. Olof Arctædius, лат. Olaus Arctaedius, 1670-1728) і його друга дружина Хелена, уроджена Сіденія (швед. Helena Sidenia, близько 1680-1759). Пер був другою дитиною в сім'ї і єдиним сином.
Відомо про сильний інтерес Артеді до флори і фауни рідних місць, який був помітний ще під час життя сім'ї в Анундшьо.
У вересні 1716 року сім'я переїхала в містечко Нурдмалінг у Вестерботтені (біля міста Умео). Пер цілими днями пропадав на березі Ботнічної затоки, вивчаючи прибережне життя. У тому ж 1716 році Пер почав вчитися в початковій школі в місті Гернесанді у Вестерноррланді, потім там само, в Гернесанді, він перейшов до середньої школи, в якій вчителем був його дід, Петрус Мартіні Арктедіус (лат. Petrus Martini Arctaedius, близько 1635-1719). Можливо, саме в пам'ять про діда Пер змінив своє ім'я на Петер (Петрус); коли саме це сталося, точно невідомо.
30 жовтня 1724 року Артеді був зарахований до Уппсальського університету під ім'ям Петрус Арктеліус (лат. Petrus Arctelius). Він вивчав класичні мови, теологію, медицину і природознавство; він вважався в університеті одним з кращих студентів у галузі природознавства.
У 1728 році відбулася зустріч Артеді з Карлом Ліннеєм (1707-1778) — майбутнім великим натуралістом і лікарем. Лінней влітку цього року перевівся з Лундського університету в Уппсальський. Разом вони почали роботу з критичного перегляду природноісторичніх класифікацій, що існували до того момент. Лінней переважно займався рослинами в цілому, Артеді — рибами, земноводними амфібіями і зонтичними рослинами. Рівень викладання в обох університетах був не надто високий і більшу частину часу студенти займалися самоосвітою.
У тому ж 1728 році Артеді отримав звістку про те, що 7 серпня помер його батько. У зв'язку з цим він змушений був повернутися в Нордмалінг, щоб допомогти родині пережити зиму. Назад в Уппсалу він повернувся, імовірно, в березні 1729 року.
В Уппсалі в той час працював професор медицини Ларс Руберг (1664-1742). Руберг був послідовником філософії кініків, здавався людиною дивною, одягався погано, проте був талановитим вченим і власником великої бібліотеки. Механістична фізіологія, послідовником якої він був, ґрунтувалася на тому, що все різноманіття світу має єдину будову і може бути зведене до відносного невеликого числа раціональних законів, подібно до того, як фізика зводиться до законів Ньютона. Основний постулат цього вчення, «людина-машина» (лат. homo machina est), стосовно медицини у викладі Руберга виглядав так: «Серце — насос, легені — ковальський міх, живіт — корито». В цілому ж такий механістичний підхід до явищ природи сприяв проведенню безлічі паралелей як між різними галузями природознавства, так і між природою і соціально-культурними явищами. Саме на таких поглядах будувалися плани реформування всієї науки про природу, які будували Лінней та його друг Петер Артеді; їхня ідея полягала у створенні єдиної впорядкованої системи знань, яка б легко піддавалася огляду.
Невдовзі після того, як Лінней став працювати в Голландії, туди переїхав і Артеді. Він став працювати в Амстердамі, упорядковуючи колекції мандрівника, зоолога і фармацевта Альберта Себи (1665-1736). Артеді встиг закінчити свою узагальнювальну працю з іхтіології, а також визначив всіх риб із зібрання Себи і зробив їх опис. 
27 вересня 1735 року Артеді потонув у каналі (у так званому Gracht), коли спіткнувся при поверненні додому у нічний час.

## Публікації наукової спадщини Артеді
Лінней і Артеді заповідали один одному свої рукописи, однак за видачу рукописів Артеді господар квартири, в якій той жив, вимагав великий викуп, який був сплачений Ліннеєм завдяки сприянню бургомістра Амстердама і директора Голландської Ост-Індійської компанії Джорджа Кліффорда (1685-1760) — покровителя Ліннея. Пізніше Лінней підготував рукопис свого друга до друку і видав його (Ichtyologia, 1738). Лінней також використовував у своїх роботах пропозиції Артеді з класифікації риб і зонтичних.
Друге, виправлене, видання Ichtyologia було підготовлене Вольбаумом і опубліковане в 1788-1789 роках.
Шнейдер видав у 1789 році окремо четверту частину роботи Артеді Synonymia piscium — твору, який користувався популярністю, хоча в ньому китові віднесені ще до риб.

## Ушанування пам'яті
Карл Лінней на честь Петера Артеді назвав рід Artedia  (Артедія). Це монотипний рід зонтичних трав'янистих рослин, що зустрічаються на Кіпрі і Близькому Сході.